# Hainichen (Turyngia)
Hainichen – miejscowość i gmina w Niemczech, w kraju związkowym Turyngia, w powiecie Saale-Holzland, wchodzi w skład wspólnoty administracyjnej Dornburg-Camburg.